# Medrões
Medrões es una freguesia portuguesa del concelho de Santa Marta de Penaguião, con 5,27 km² de superficie y 645 habitantes (2001). Su densidad de población es de 122,4 hab/km².